# Puggsy
Puggsy è un videogioco a piattaforme sviluppato da Traveller's Tales e pubblicato da Psygnosis nel 1993. Non riscosse molto successo in quanto il gameplay era molto difficile.

## Storia
Un alieno di passaggio nel sistema solare, per via di un guasto alla sua astronave, è costretto ad un atterraggio di fortuna sulla terra per provvedere alle riparazioni. Una volta atterrato, un gruppo di Procioni ruba l'astronave di Puggsy, il  quale farà di tutto per ritrovarla.

## Modalità di gioco
Il gioco è un platform con enigmi logici, Puggsy deve usare oggetti nel modo appropriato ed uscire dai vari livelli. Può usare armi (ma con proiettili in quantità limitata senza ricarica), Power-up e trasportare più cose nello stesso momento. Alcuni oggetti possono essere lanciati o accatastati a seconda della necessità dell'enigma.
Il gioco comprende 57 livelli a difficoltà crescente (alcuni di essi sono nascosti al giocatore), 6 boss di fine livello e una colonna sonora d'effetto.

## Musiche
Le musiche sono state composte da Andy Blythe & Marten Joustra.